# 東映ラボ・テック
東映ラボ・テック株式会社（とうえいラボ・テック、英: Toei Labo Tech Co., Ltd.）は、東映と東映アニメーションが製作した映画・テレビ作品のフィルムのテレシネ・ビデオ編集などの業務を担当するポストプロダクションの企業である。東映グループ傘下である。
かつては東京現像所・東洋現像所（現・IMAGICA Lab.）とともに日本の3大現像所と呼ばれていた。

## 概要
東映および東映アニメーションの作品のみに留まらず、他社作品の現像も担当した。また、逆に東映作品であっても同社で現像していない作品も存在する（関連項目参照）。
テレビアニメにおいては、1970年代から1980年代前半にかけて、国際映画社・葦プロダクション・東京ムービー新社などが制作した作品の現像も担当した。
ピンク映画において、東洋現像所で現像された日活ロマンポルノにおいても、外部のプロダクションが製作した買い取りピンク等の一部作品は東映化学で現像が行われていた。撮影がデジタル化された現在においても、オンライン編集や仕上などで関わっている。
映画用フィルムでは、1950年代にアグフア社製フィルムの現像した時期もあったが、1960年頃からは、富士フイルムとコダック社製フィルムの現像が専門になる。コダックの純正現像に特化した東洋現像所が、関西（京都）における各映画会社の現像処理を一手に引き受けていたこともあって、時代劇の撮影にはコダックを用いる習慣も当然の如く定着していたが、1970年代中盤までの東映京都作品はコダックの現像を東映化学に依頼することも多かった。東映化学に現像を依頼した作品では、タイトルロゴの左側下に富士フイルムの表示を記しており、コダック製の現像液を使っていた東洋現像所に対し、東映化学では富士フイルム製の現像液を用いて、マゼンタ寄りの黄色い色彩に仕上げるのが特徴であった。富士フイルムによる撮影→現像でも、シアンを強調する東京現像所とは対照的に、マゼンタを強調する色彩設定は東映化学の伝統であり、その伝統は現在の東映ラボ・テックにも継承されている。
1980年代の後半には、現像済みのネガフィルムをテレシネ時にポジ反転させる、「ファイン・ネガ・ビデオシステム」という技術（ネガテレシネ）を開発した。この技術はフィルム撮影作品に多用されていた。2000年代からは東映ラボ・テックとして「製作委員会」に参加し、制作への出資も行っていた。

## 歴史
- 1951年3月 - 小西六写真工業（株）（現・コニカミノルタ）の傍系会社として国産カラーフィルムの現像を目的とし日本色彩映画株式会社（にほんしきさいえいが）を設立、カラーフィルムの現像を開始。
- 1959年5月 - 東映のグループ会社として新発足[2]。
- 1960年5月 - 商号を東映化学工業株式会社（とうえいかがくこうぎょう）に変更[2][3][注釈 1]。
- 1961年10月 - 東京証券取引所第2部に上場。
- 1984年10月 - ビデオ事業を開始。
- 1987年8月 - 東京都港区赤坂に株式会社東映化学赤坂ビデオセンター（とうえいかがくあかさかビデオセンター、TOVIC）を設立[注釈 2]。
- 2002年10月 - 商号を東映ラボ・テック株式会社に変更し、東京都中央区銀座に「営業所」を移転。
- 2006年4月 - 子会社の株式会社ジャパン・オリジナル・テクニックを株式会社東映ラボ・テック赤坂ビデセンに吸収合併。
- 2007年3月 - 東映の完全子会社となり、上場廃止。
- 2010年6月 - 株式会社東映ラボ・テック赤坂ビデオセンターを東映デジタルラボ株式会社に社名変更し、東映東京撮影所内の総合ポストプロダクション施設「東映デジタルセンター」に移転、デジタル撮影データの管理やポスプロ業務を業態として変更。
- 2017年3月 - 3月31日をもってフィルム現像及びプリント業務を終了。

## 所属スタッフ
ビデオ編集技師
- 川合元
- 菅野祥代
- 菊地光洋
- 小山雅史
- 紺野はるか
- 酒井美貴子
- 長澤亮輔
- 西田光憲
- 原田脩

## 制作に関与した主な作品
アニメ
ドラマ
映画（東映および東映アニメーション）